# Église paroissiale Saint-Vincent-de-Paul (Budapest)
L'Église paroissiale Saint-Vincent-de-Paul (en hongrois : Páli Szent Vince plébániatemplom) est une église catholique de Budapest, située dans le 9e arrondissement. 